# ارنست پاین
ارنست پاین (ایتالیایی: Ernest Payne؛ ۲۳ دسامبر ۱۸۸۴ – ۱۰ سپتامبر ۱۹۶۱) یک دوچرخه‌سوار اهل بریتانیا بود.